# Летњиковац (Шабац)
Летњиковац је насељено место Града Шапца које се већим делом налази у атару Поцерског Причиновића.
Месна заједница Летњиковац је једна од 10 градских месних заједница на подручју града Шапца. Процењује се да има око 4000 становника и 41 улицу.

## Историја
Одвајкада су се на Летњиковцу налазиле њиве мештана Поцерског Причиновића. Др Андра Јовановић постаје први председник опоравилишта за слабуњаву децу, 1. августа 1906. године, на Летњиковцу. Летњиковац се налази на Бећином брду, али су при ширењу насеља нестали велики потеси њива Поцерског Причиновића попут Ђирита и Старих ленија. У великој мери насеље Летњиковац је формирано 70-тих година прошлог века, превасходно доласком становника са села из Поцерине али и Посавотамнаве, Љубовије итд. - који су долазили у Град Шабац да раде и у потрази за бољим животом.

## Насеље данас
Данас је Летњиковац уређено градско насеље са школом, црквом, амбулантом и апотеком. У насељу се налази сва потребна инфраструктура за нормалан живот грађана.

### Црква Свете Тројице
Црква Свете Тројице на Летњиковцу припада Епархији шабачкој Српске православне цркве. Радови на храму су започети 2007. године на Летњиковцу, да би у лето 2014. године био подигнут и Епископ Лаврентије је на дан Свете Тројице служио прву свету Архијерејску Литургију.

### Основна школа
Основна школа „Стојан Новаковић” има издвојено одељење на Летњиковцу. Школа на Летњиковцу је нова, похађају је ученици од I – VIII разреда распоређени у 27 одељењa. Почела је са радом октобра 2002. године. 
Опремљена је наставним средствима, нема салу за физичко већ се за наставу користи простор свечане сале који самим тим није у потпуности адекватан за реализацију овог програма. Школско двориште, површине преко 4 ha, још увек је у фази израде. Удаљена је од матичне школе 2 km.

### Центар за стручно усавршавање
Центар за стручно усавршавање је познат свим ученицима у Шапцу по свом парку науке. У њему се налази 30 фантастичних научних инсталација из области физике, хемије, географије, биологије и астрономије.

### Летњиковачка шума
Један од симбола Летњиковца је зелени простор, „Летњиковачка шума”. Данас је ова шума комплетно уређена са трим стазама и теретаном на отвореном како би људи свих узраста могли да се баве спортом и рекреацијом на једном месту. Становници Шапца простор подножја Бећиног брда, где се налазе бројне самопослуге, називају „под зеленилом”.